# Indicko-pákistánské války
Jako indicko-pákistánské války je označována série konfliktů mezi Indickou republikou a Islámskou republikou Pákistán. Rozdělení Indie v srpnu 1947 vedlo ke vzniku těchto dvou států, které už od počátku jejich vzniku začaly řešit své spory ozbrojenými konflikty. Většina ze čtyř ozbrojených konfliktů a několik menších potyček se týkala sporné oblasti Kašmíru, z větších válek je výjimkou jen ta z roku 1971.

## Jednotlivé válečné konflikty
- Indicko-pákistánská válka roku 1947, často označovaná jako první válka v Kašmíru
- Indicko-pákistánská válka roku 1965, známá též jako druhá válka v Kašmíru
- Indicko-pákistánská válka z roku 1971 byla úzce spjata s bangladéšskou osvobozeneckou válkou
- Indicko-pákistánská válka z roku 1999, známá též jako kárgilská válka
- Indicko-pákistánský konflikt 2025